# Dormitator latifrons
Dormitator latifrons är en fiskart som först beskrevs av Richardson, 1844.  Dormitator latifrons ingår i släktet Dormitator och familjen Eleotridae. IUCN kategoriserar arten globalt som livskraftig. Inga underarter finns listade i Catalogue of Life.